# Exposed.su
Exposed.su war eine von russischen Hackern betriebene Website, die sich auf die Auflistung persönlicher Daten von Prominenten und anderen hochrangigen Persönlichkeiten konzentrierte. Zu den prominenten Opfern gehören Michelle Obama, Donald Trump, Arnold Schwarzenegger, Kim Kardashian, Joe Biden, Hillary Clinton, Beyonce und Robert Mueller. Die "doxed" Dokumente, die auf der Website gehostet werden, umfassen Sozialversicherungsnummern, Kreditgeschichten, Kreditdokumente und Hypothekeninformationen der Personen.
Die Informationen über die Kreditwürdigkeit wurden offenbar durch das Hacken von drei US-amerikanischen Kreditdatenbanken, Equifax, Experian und TransUnion, durch den Hacker CosmoTheGod erlangt.
Im April 2013 verknüpfte Brian Krebs seinen "Swatting"-Vorfall mit der Berichterstattung über diese Website.
2017 wurde ein Teenager namens Eric Taylor, der auch unter seinem Hacker-Handle CosmoTheGod bekannt ist, vom US-Bezirksgericht für den District of Columbia wegen Cyberkriminalität zu 36 Monaten Haft verurteilt, weil er an einer Verschwörung beteiligt war, die zur Offenlegung persönlicher Daten von Trump, John Brennan, Obama und anderen auf der Website führte. Im Jahr 2016 wurde ein New Yorker namens Mir Islam ebenfalls von Bundesbeamten verhaftet, weil er vertrauliche Informationen des CIA-Direktors John Brennan auf Exposed.su veröffentlicht und 50 Personen, darunter Michelle Obama und Robert Mueller, "umgehauen" hatte.
Die Seite wurde im März 2013 abgeschaltet, bevor sie auf andere Domänen umzog und seitdem auf einem versteckten Tor-Dienst gespiegelt wird.